# Kallahalli, Hassan
Kallahalli là một làng thuộc tehsil Hassan, huyện Hassan, bang Karnataka, Ấn Độ.